# Aegopodium
Aegopodium là chi thực vật có hoa trong họ Apiaceae.

## Các loài
- Aegopodium alpestre Ledeb.
- Aegopodium burttii Nasir
- Aegopodium decumbens (Thunb.) Pimenov & Zakharova
- Aegopodium handelii H.Wolff
- Aegopodium henryi Diels
- Aegopodium kashmiricum (R.R.Stewart ex Dunn) Pimenov
- Aegopodium komarovii (Karjagin) Pimenov & Zakharova
- Aegopodium latifolium Turcz.
- Aegopodium nadeshdae (Stepanov) Stepanov
- Aegopodium podagraria L.
- Aegopodium tadshikorum Schischk.
- Aegopodium tribracteolatum Schmalh.

## Hình ảnh

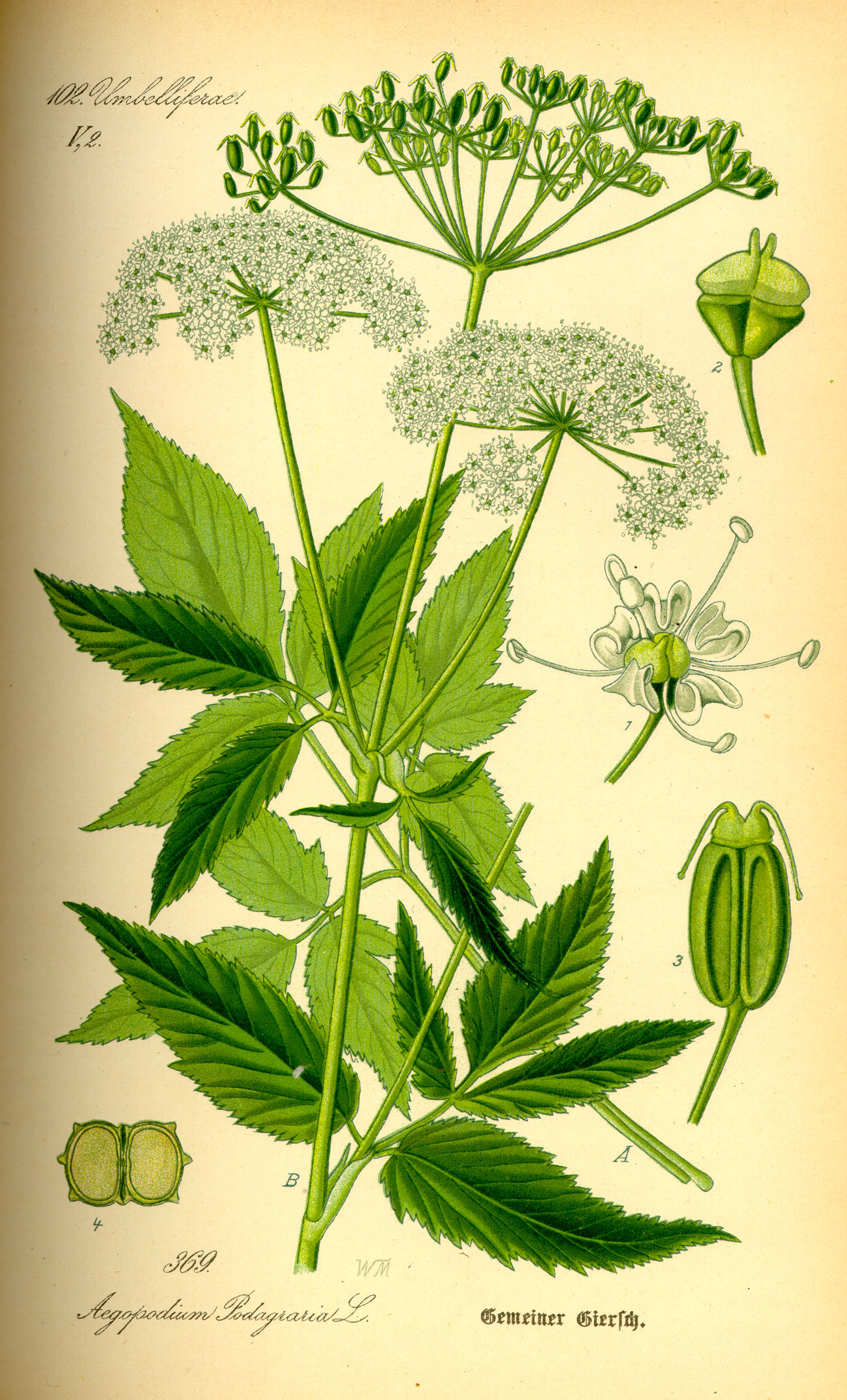
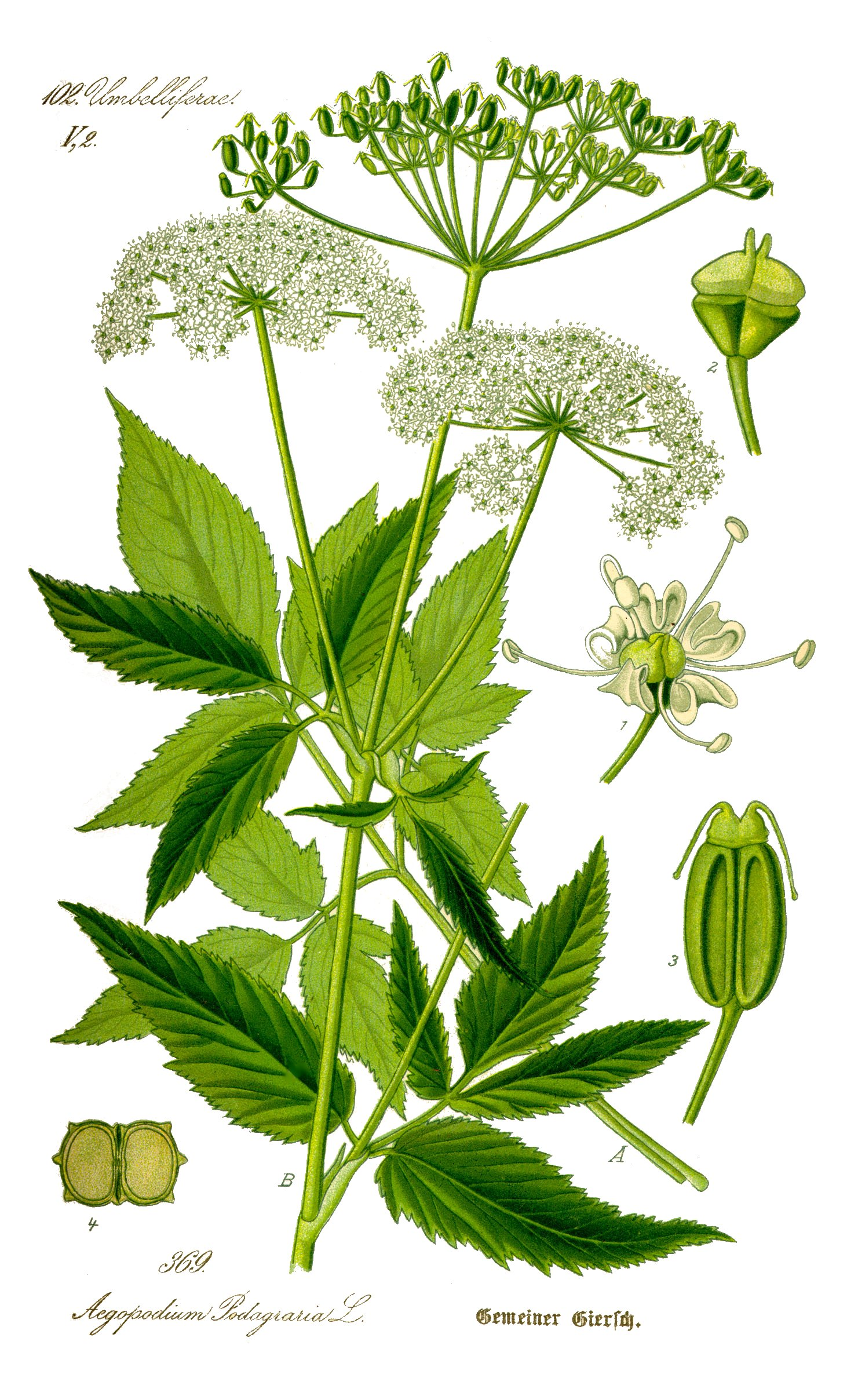
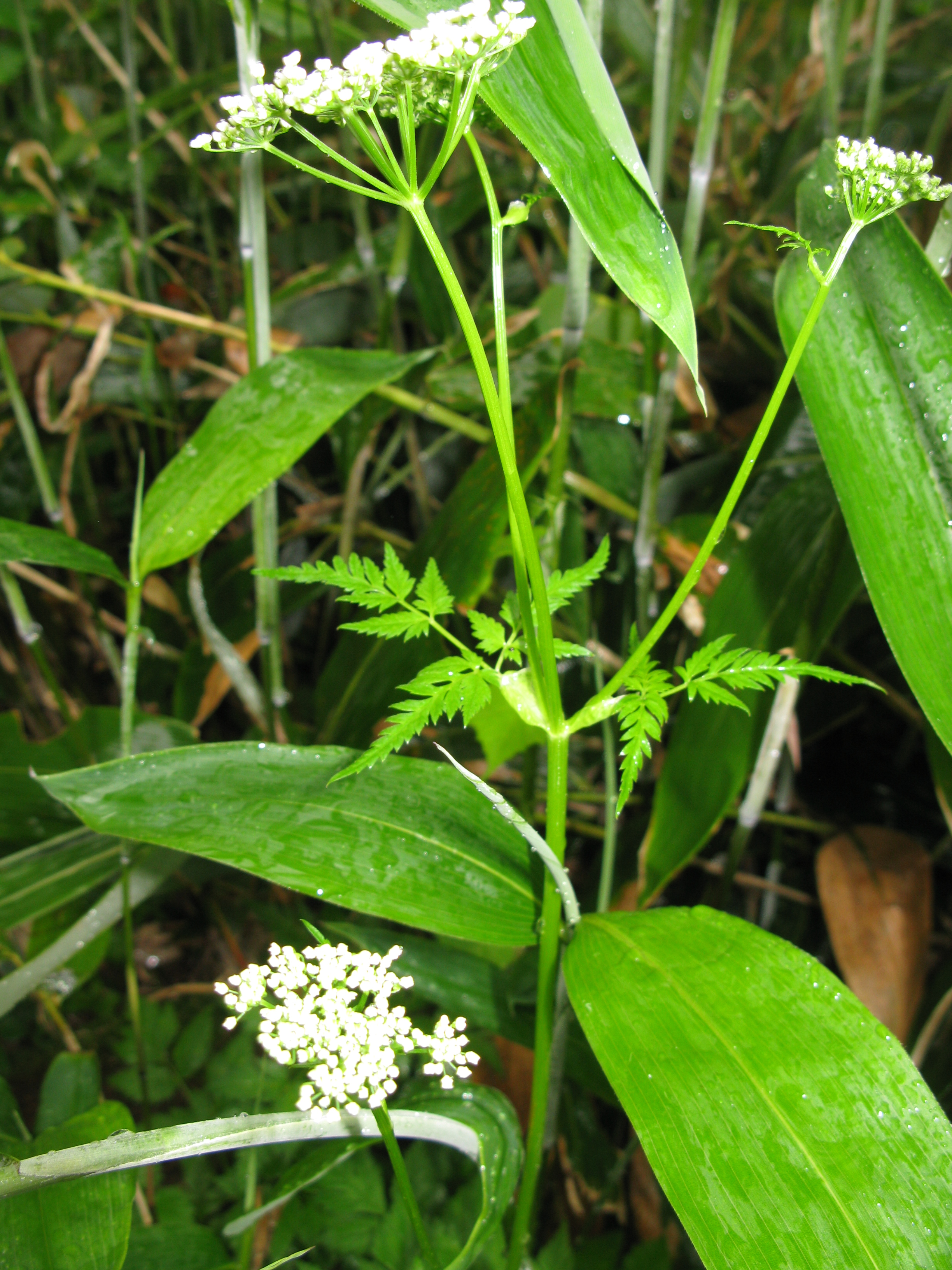